# Diplatia
Diplatia é um género botânico pertencente à família Loranthaceae.